# Quilomícron
Quilomícron (português brasileiro) ou quilomicra (português europeu) são grandes partículas produzidas pelas células intestinais, compostas de cerca de 85 a 95% de triglicerídeos de origem da dieta (exógeno), pequena quantidade de colesterol livre e fosfolipídios e 1 a 2% de proteínas. Por sua proporção lipídio/proteína, os quilomícrons flutuam, dando ao plasma um aspecto leitoso, formando, ainda, sobre ele, uma camada cremosa, quando deixado em repouso. O quilomícron é a maior das lipoproteínas encontradas no corpo humano, apresentando três apoproteínas: apo B48, até hoje apenas encontrada no quilomícron, apo C2 e apo E. A apoC-II ativa (activa) a lipase lipoprotéica nos capilares dos tecidos, cardíaco, musculoesquelético e glândula mamária em lactação, permitindo a libertação de ácidos graxos (gordos) livres para esses tecidos. Desta forma, os quilomícrons têm a função de transportar os ácidos graxos (gordos) obtidos na dieta para os tecidos em que serão consumidos ou armazenados como combustíveis. Forma-se nas células intestinais a partir dos lipídios que absorvemos e cai no sistema linfático que chega ao ducto torácico, indo dai pra corrente circulatória. É uma estrutura esférica formada nos enterócitos (epitélio do intestino) depois da ingestão de gordura. Possui uma membrana semelhante as das células formada pelo mesmo constituinte, o fosfolipídio, entretanto possui apenas uma camada e apoprotéinas impregnadas. A cabeça polar dos fosfolipídios fica para fora do quilomícron em contato com o sangue ou linfa (meio polar) enquanto sua parte hidrofóbica fica voltada para o cerne do quilomícron, onde pode se encontrar ésteres de colesterol e triglicérides (gordura).
Os remanescentes dos quilomícrons, privados da maior parte dos seus triacilgliceróis, mas ainda contendo colesterol, apoE e apoB-48, movem-se através da corrente sanguínea até o fígado. Existem no fígado, receptores que se ligam a apoE nos remanescentes dos quilomícrons e promovem sua absorção por endocitose. No fígado, eles libertam o colesterol e são degradados nos lisossomas.